# Grevillea decora
Grevillea decora är en tvåhjärtbladig växtart. Grevillea decora ingår i släktet Grevillea och familjen Proteaceae.

## Underarter
Arten delas in i följande underarter:
- G. d. decora
- G. d. telfordii